# Haliastur
A Haliastur a madarak osztályának vágómadár-alakúak (Accipitriformes) rendjébe és a vágómadárfélék (Accipitridae) családjába és a kányaformák (Milvinae) alcsaládjába tartozó nem.

## Rendszerezés
A nembe az alábbi 2 faj tartozik:
- brahmin kánya (Haliastur indus)
- nyílfarkú kánya (Haliastur sphenurus)